# Beynost
Beynost és un municipi francès situat al departament de l'Ain i a la regió d'Alvèrnia-Roine-Alps. L'any 2007 tenia 4.240 habitants.

## Demografia

### Població
El 2007 la població de fet de Beynost era de 4.240 persones. Hi havia 1.556 famílies de les quals 326 eren unipersonals (128 homes vivint sols i 198 dones vivint soles), 466 parelles sense fills, 644 parelles amb fills i 120 famílies monoparentals amb fills.
La població ha evolucionat segons el següent gràfic:
Habitants censats

### Habitatges
El 2007 hi havia 1.697 habitatges, 1.597 eren l'habitatge principal de la família, 10 eren segones residències i 90 estaven desocupats. 1.363 eren cases i 322 eren apartaments. Dels 1.597 habitatges principals, 1.270 estaven ocupats pels seus propietaris, 292 estaven llogats i ocupats pels llogaters i 35 estaven cedits a títol gratuït; 7 tenien una cambra, 94 en tenien dues, 202 en tenien tres, 404 en tenien quatre i 890 en tenien cinc o més. 1.357 habitatges disposaven pel capbaix d'una plaça de pàrquing. A 578 habitatges hi havia un automòbil i a 923 n'hi havia dos o més.

### Piràmide de població
La piràmide de població per edats i sexe el 2009 era:
| Homes | Edats   | Dones |
| ----- | ------- | ----- |
| 4     | 95 o +  | 0     |
| 4     | 90 a 94 | 12    |
| 12    | 85 a 89 | 36    |
| 20    | 80 a 84 | 28    |
| 40    | 75 a 79 | 52    |
| 48    | 70 a 74 | 44    |
| 100   | 65 a 69 | 72    |
| 112   | 60 a 64 | 112   |
| 108   | 55 a 59 | 120   |
| 132   | 50 a 54 | 156   |
| 116   | 45 a 49 | 136   |
| 164   | 40 a 44 | 148   |
| 136   | 35 a 39 | 140   |
| 128   | 30 a 34 | 104   |
| 80    | 25 a 29 | 96    |
| 104   | 20 a 24 | 68    |
| 149   | 15 a 19 | 72    |
| 156   | 10 a 14 | 120   |
| 100   | 5 a 9   | 108   |
| 112   | 0 a 4   | 92    |

## Economia
El 2007 la població en edat de treballar era de 2.698 persones, 2.028 eren actives i 670 eren inactives. De les 2.028 persones actives 1.910 estaven ocupades (1.011 homes i 899 dones) i 118 estaven aturades (63 homes i 55 dones). De les 670 persones inactives 238 estaven jubilades, 278 estaven estudiant i 154 estaven classificades com a «altres inactius».

### Ingressos
El 2009 a Beynost hi havia 1.609 unitats fiscals que integraven 4.355 persones, la mediana anual d'ingressos fiscals per persona era de 23.333 €.

### Activitats econòmiques
Dels 393 establiments que hi havia el 2007, 2 eren d'empreses extractives, 3 d'empreses alimentàries, 9 d'empreses de fabricació de material elèctric, 3 d'empreses de fabricació d'elements pel transport, 28 d'empreses de fabricació d'altres productes industrials, 48 d'empreses de construcció, 120 d'empreses de comerç i reparació d'automòbils, 10 d'empreses de transport, 26 d'empreses d'hostatgeria i restauració, 8 d'empreses d'informació i comunicació, 19 d'empreses financeres, 18 d'empreses immobiliàries, 48 d'empreses de serveis, 33 d'entitats de l'administració pública i 18 d'empreses classificades com a «altres activitats de serveis».
Dels 79 establiments de servei als particulars que hi havia el 2009, 1 era una oficina de correu, 1 una oficina bancària, 6 tallers de reparació d'automòbils i de material agrícola, 3 tallers d'inspecció tècnica de vehicles, 8 paletes, 4 guixaires pintors, 14 fusteries, 4 lampisteries, 6 electricistes, 1 empresa de construcció, 5 perruqueries, 17 restaurants, 5 agències immobiliàries, 1 tintoreria i 3 salons de bellesa.
Dels 48 establiments comercials que hi havia el 2009, 1 era, 2 supermercats, 2 grans superfícies de material de bricolatge, 2 fleques, 1 una carnisseria, 1 una peixateria, 16 botigues de roba, 4 botigues d'equipament de la llar, 2 sabateries, 3 botigues d'electrodomèstics, 5 botigues de mobles, 1 una botiga de mobles, 2 drogueries, 3 perfumeries, 2 joieries i 1 una joieria.
L'any 2000 a Beynost hi havia 10 explotacions agrícoles que ocupaven un total de 637 hectàrees.

## Equipaments sanitaris i escolars
L'únic equipament sanitari que hi havia el 2009 era una farmàcia.
El 2009 hi havia 1 escola maternal i 1 escola elemental. Beynost disposava d'un col·legi d'educació secundària amb 419 alumnes.

## Poblacions més properes
El següent diagrama mostra les poblacions més properes.